# Trochanteriidae
Trochanteriidae Karsch, 1879 è una famiglia di ragni appartenente all'infraordine Araneomorphae.

## Etimologia
Il nome deriva dal greco τροχαντήρ, trochantèr, cioè parte più atta alla corsa; riferito all'uomo, il trocantere è la parte alta del femore, articolata al bacino, che è la parte più mobile durante la corsa; nel caso di questi ragni è riferito alla particolare struttura del trocantere, segmento delle zampe che contribuisce ad una notevole agilità e rapidità nei movimenti; inoltre va aggiunto il suffisso -idae, che designa l'appartenenza ad una famiglia.

## Caratteristiche
Sono ragni di dimensioni cospicue, dalle zampe articolate a chela di granchio, adatte in particolare alla corsa.

## Distribuzione
Sono ragni diffusi in varie regioni del mondo, in particolare: Doliomalus è endemico del Cile; Trochanteria dell'Argentina, del Paraguay e del Brasile; Olin dell'isola di Celebes e dell'isola del Natale, territorio australiano al largo dell'isola di Giava; le specie del genere Plator vivono in India, Cina, Corea e Giappone; vari altri generi sono endemici dell'Australia.

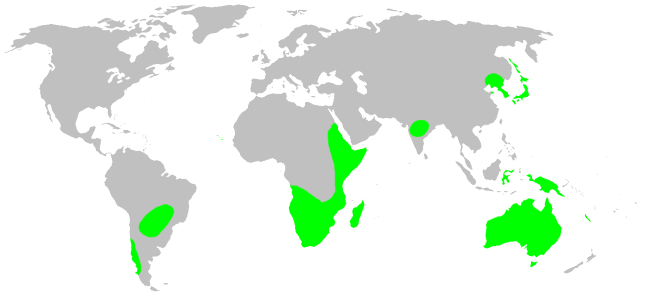
Trochanteriidae, distribuzione

## Tassonomia
Attualmente, a novembre 2020, si compone di 21 generi e 171 specie:
- Boolathana Platnick, 2002 — Australia
- Desognanops Platnick, 2008 — Australia occidentale
- Desognaphosa Platnick, 2002 — Australia occidentale
- Doliomalus Simon, 1897 — Cile
- Fissarena Henschel, Davies & Dickman, 1995 — Australia
- Hemicloea Thorell, 1870[2] — Australia
- Hemicloeina Simon, 1893 — Australia
- Longrita Platnick, 2002 — Australia
- Morebilus Platnick, 2002 — Australia
- Olin Deeleman-Reinhold, 2001 — Celebes, Isola Christmas (al largo di Giava)
- Plator Simon, 1880 — Cina, India, Corea, Giappone
- Platorish Platnick, 2002 — Australia
- Platyoides O. P-Cambridge, 1890 — Africa, Madagascar
- Pyrnus Simon, 1880 — Australia, Nuova Caledonia
- Rebilus Simon, 1880 — Australia
- Tinytrema Platnick, 2002 — Australia
- Trachycosmus Simon, 1893 — Australia
- Trachyspina Platnick, 2002 — Australia
- Trachytrema Simon, 1909 — Australia
- Trochanteria Karsch, 1878 — America meridionale
- Vectius Simon, 1897[2] — Brasile, Paraguay, Argentina